# 비늘베도라치
비늘베도라치는 비늘베도라치과의 물고기이다. 한국과 일본, 서태평양에 서식한다. 몸길이는 최대 8cm이다. 조간대 또는 조수 웅덩이의 돌밭에서 발견된다.